# Stanislas Vilain XIIII
Stanislas Marie Joseph Vilain XIIII (Scy, 11 juni 1838 - Brussel, 27 december 1926) was een Belgisch senator en burgemeester voor de Katholieke Partij.

## Biografie

### Familie
Burggraaf Stanislas Vilain XIIII was een telg uit de burggraaffamilie Vilain XIIII. Hij was een zoon van burggraaf Alfred Vilain XIIII, burgemeester van Bazel (België), provincieraadslid van Oost-Vlaanderen en senator, en Laure d'Espiennes. Hij was een kleinzoon van graaf Philippe Vilain XIIII, industrieel, burgemeester van Bazel, Gent en Rupelmonde, lid van de Tweede Kamer, lid van het Nationaal Congres en senator, en graaf Joseph d'Espiennes, burgemeester van Scy en senator.
Hij was een neef van burggraaf Charles-Ghislain Vilain XIIII (1803-1878), lid van het Nationaal Congres, diplomaat, gouverneur van Oost-Vlaanderen, burgemeester van Leut, minister van Buitenlandse Zaken, voorzitter van de Kamer van volksvertegenwoordigers en minister van Staat.
Hij trouwde in 1862 in Deurle met zijn nicht Marie-Thérèse de Kerchove de Denterghem (1838-1881), dochter van Prosper de Kerchove de Denterghem, provincieraadslid van Oost-Vlaanderen en volksvertegenwoordiger, en Emma Vilain XIIII. Ze kregen een zoon en twee dochters:
- Hélène Vilain XIIII (1864-1926), trouwde in 1888 met Albert de Roye de Wichen (1858-1930). Ze kregen een dochter, maar zonder nakomelingen.
- Georges Vilain XIIII (1866-1931), burgemeester van Bazel, provincieraadslid van Oost-Vlaanderen en senator, trouwde in 1893 in Beveren met Marie de Brouchoven de Bergeyck (1872-1954), dochter van graaf Florimond de Brouchoven de Bergeyck, senator. Ze kregen een zoon en twee dochters.
- Marthe Vilain XIIII (1873-1938), trouwde in 1900 in Brussel met Georges du Roy de Blicquy (1874-1912) en vervolgens in 1917 in Brussel met Louis t'Serstevens (1868-1947), burgemeester van Stavelot en lid van de Hoge Raad voor Eupen en Malmedy.

Hij was een schoonbroer van jhr. Raymond de Meester de Betzenbroeck (1841-1907), gemeenteraadslid van Mechelen en senator, en Édouard Peers de Nieuwburgh, burgemeester van Waardamme.

### Levensloop
Vilain XIIII was gemeenteraadslid (1864-1881) en burgemeester (1886-1921) van Bazel. Hij was tevens provincieraadslid van Oost-Vlaanderen (1864-1886).
In 1886 werd hij senator voor de Katholieke Partij in het arrondissement Dendermonde-Sint-Niklaas. Hij vervulde dit mandaat tot in 1900.